# Musée régional de Messine
Le musée régional de Messine (italien : Museo regionale di Messina) est un musée d'art situé à Messine en Sicile.

## Historique
Il est constitué à partir des collections privées réunies en 1806 au Museo Civico Peloritano par Carmelo La Farina. Il est installé à son emplacement actuel en 1908.
En raison des destructions de la Seconde Guerre mondiale, le musée n'est achevé qu'en 1976.

## Collections

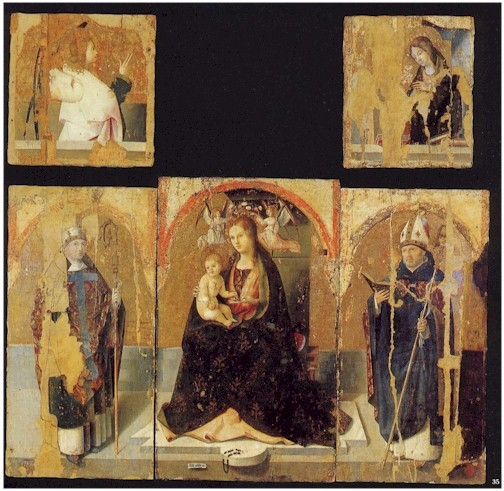
Salle 4 :  Antonello de Messine, Polyptyque de saint Grégoire.
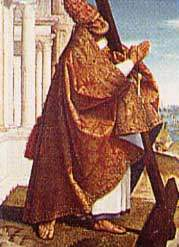
Salle 5 : Girolamo Alibrandi, Saint Pierre.
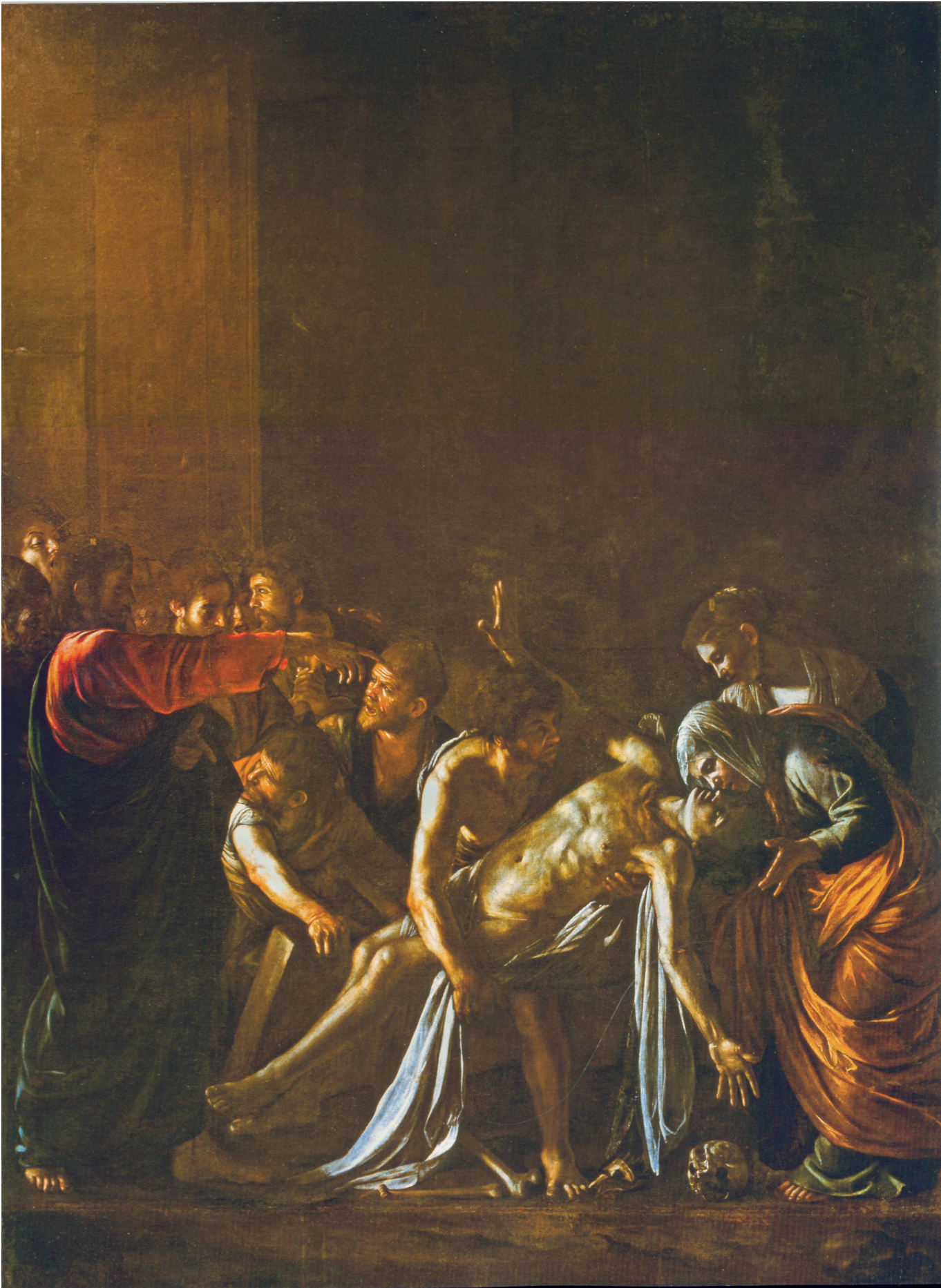
Salle 10 : Le Caravage, La Résurrection de Lazare.
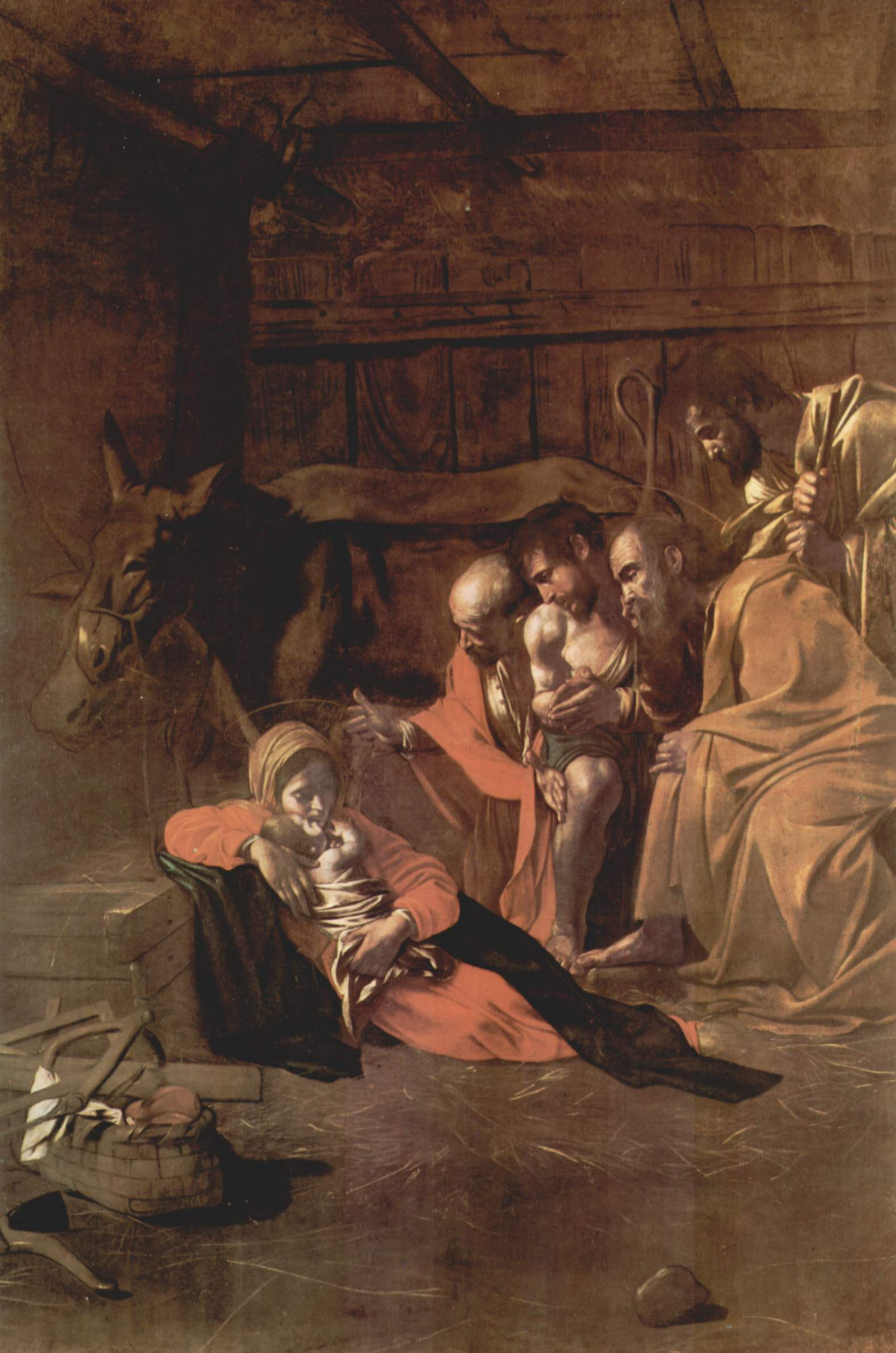
Salle 10 : Le Caravage, L'Adoration des bergers.
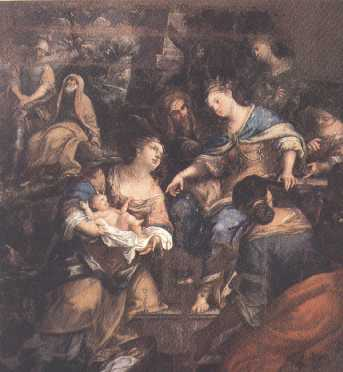
Salle 12 : Giovanni Tuccari,  Moïse sauvé des eaux.